# Baoding
Baoding (en chino, 保定; pinyin, Bǎodìng) es una ciudad-prefectura en el suroeste de la provincia de Hebei, República Popular China. Se sitúa al sur de Pekín y es conocida como la Puerta del Sur y Ciudad Satélite de Pekín con una importancia estratégica. Su área es de 22 184 km² y su población total para 2010 superó los 11,27 mil habitantes. 

## Administración
La ciudad de Baoding se divide en 24 localidades administrados en 5 distritos urbanos 4 ciudades suburbanas y 15 condados rurales.
- Distrito Jingxiu 竞秀区
- Distrito Lianchi 莲池区
- Distrito Mancheng 满城区
- Distrito Qingyuan 清苑区
- Distrito Xushui 徐水区
- Ciudad Dingzhou 定州市
- Ciudad Zhuozhou 涿州市
- Ciudad Anguo 安国市
- Ciudad Gaobeidian 高碑店市
- Condado Yi 易县
- Condado Laiyuan 涞源县
- Condado Dingxing 定兴县
- Condado Shunping 顺平县
- Condado Tang 唐县
- Condado Wangdu 望都县
- Condado Laishui 涞水县
- Condado Gaoyang 高阳县
- Condado Anxin 安新县
- Condado Xiong 雄县
- Condado Rongcheng 容城县
- Condado Quyang 曲阳县
- Condado Fuping 阜平县
- Condado Boye 博野县

## Toponimia
Baoding era conocida como Shanggu, Baozhou, Shoocheng y Baofu en la antigüedad. El topónimo Baoding (保定), se remonta a las dinastías Song y Yuan. En 1239, la dinastía Yuan cambió el nombre del Ejército Shuntian a la calle Shuntian, que significa "cumplir con el destino del cielo", y Baozhou fue nombrada Luzhi. Debido a que Baozhou era la puerta sur de la capital en la dinastía Yuan, la calle Shuntian se cambió a la calle Baoding en 1275, que significa "defender la capital y estabilizar el mundo". El nombre se interpreta aproximadamente como "proteger la capital", en referencia a la proximidad con Beijing. 

## Historia
Baoding es una ciudad con una historia que se remonta a la Dinastía Han Occidental. Fue destruida por los mongoles en el siglo XIII, pero después de que los mongoles establecieran la Dinastía Yuan fue reconstruida. Adquirió el nombre de "Baoding" durante la dinastía Yuan.
Baoding sirvió durante muchos años como la capital de Zhili (fue una provincia del norte de China de la Dinastía Ming hasta que la provincia fue disuelta durante la República de China en 1928) y era un centro importante de cultura en la dinastía Ming y principios de la dinastía Qing. Después de la provincia de Zhili en 1928, Baoding se convirtió en la capital de la recién creada provincia de Hebei. Durante la Segunda Guerra Mundial, la ciudad fue la sede de un cuartel general para las fuerzas de ocupación japonesas. En 1958, el papel de capital de la provincia fue asumido por Tianjin, que había perdido su condición de municipio a nivel provincial, pero cuando Tianjin fue elevado de nuevo en 1966, recuperó su posición de Baoding. En 1970, sin embargo, el rápido crecimiento de la ciudad de Shijiazhuang se convirtió en capital.

La ciudad de Baoding es famosa por sus esferas chinas.

## Clima
Baoding tiene un clima continental húmedo/clima semiárido con influencia monzónica, caracterizado por veranos cálidos y húmedos, e inviernos generalmente fríos, ventosos y muy secos que reflejan la influencia del vasto anticiclón siberiano. En primavera puede haber tormentas de arena que soplan desde la estepa de Mongolia, acompañadas de condiciones de rápido calentamiento, pero generalmente secas. El otoño es similar a la primavera en temperatura y falta de precipitaciones. La precipitación anual, de la cual aproximadamente el 60% cae en julio y agosto. La temperatura media mensual de 24 horas oscila entre -2,7 °C en enero y 27,1 °C en julio, y la media anual es de 13,3 °C. Hay entre 2500 y 2900 horas de sol al año y el período sin heladas dura entre 165 y 210 días.
| Parámetros climáticos promedio de Baoding (1971−2000) | Parámetros climáticos promedio de Baoding (1971−2000) | Parámetros climáticos promedio de Baoding (1971−2000) | Parámetros climáticos promedio de Baoding (1971−2000) | Parámetros climáticos promedio de Baoding (1971−2000) | Parámetros climáticos promedio de Baoding (1971−2000) | Parámetros climáticos promedio de Baoding (1971−2000) | Parámetros climáticos promedio de Baoding (1971−2000) | Parámetros climáticos promedio de Baoding (1971−2000) | Parámetros climáticos promedio de Baoding (1971−2000) | Parámetros climáticos promedio de Baoding (1971−2000) | Parámetros climáticos promedio de Baoding (1971−2000) | Parámetros climáticos promedio de Baoding (1971−2000) | Parámetros climáticos promedio de Baoding (1971−2000) |
| Mes                                                   | Ene.                                                  | Feb.                                                  | Mar.                                                  | Abr.                                                  | May.                                                  | Jun.                                                  | Jul.                                                  | Ago.                                                  | Sep.                                                  | Oct.                                                  | Nov.                                                  | Dic.                                                  | Anual                                                 |
| ----------------------------------------------------- | ----------------------------------------------------- | ----------------------------------------------------- | ----------------------------------------------------- | ----------------------------------------------------- | ----------------------------------------------------- | ----------------------------------------------------- | ----------------------------------------------------- | ----------------------------------------------------- | ----------------------------------------------------- | ----------------------------------------------------- | ----------------------------------------------------- | ----------------------------------------------------- | ----------------------------------------------------- |
| Temp. máx. media (°C)                                 | 2.5                                                   | 5.8                                                   | 12.6                                                  | 21.3                                                  | 27.0                                                  | 31.7                                                  | 31.7                                                  | 30.1                                                  | 26.5                                                  | 20.0                                                  | 10.8                                                  | 4.1                                                   | 18.7                                                  |
| Temp. mín. media (°C)                                 | −7.7                                                  | −4.7                                                  | 1.3                                                   | 8.8                                                   | 14.5                                                  | 19.6                                                  | 22.6                                                  | 21.4                                                  | 15.7                                                  | 8.7                                                   | 0.8                                                   | −5.2                                                  | 8.0                                                   |
| Precipitación total (mm)                              | 2.0                                                   | 4.8                                                   | 8.0                                                   | 17.1                                                  | 32.6                                                  | 64.0                                                  | 172.2                                                 | 133.7                                                 | 43.1                                                  | 21.4                                                  | 10.5                                                  | 3.1                                                   | 512.5                                                 |
| Días de precipitaciones (≥ 0,1 mm)                    | 1.6                                                   | 2.0                                                   | 3.1                                                   | 4.2                                                   | 5.7                                                   | 7.7                                                   | 11.7                                                  | 11.3                                                  | 6.9                                                   | 4.9                                                   | 3.3                                                   | 1.6                                                   | 64.0                                                  |
| Fuente: Weather China                                 |                                                       |                                                       |                                                       |                                                       |                                                       |                                                       |                                                       |                                                       |                                                       |                                                       |                                                       |                                                       |                                                       |

## Galería

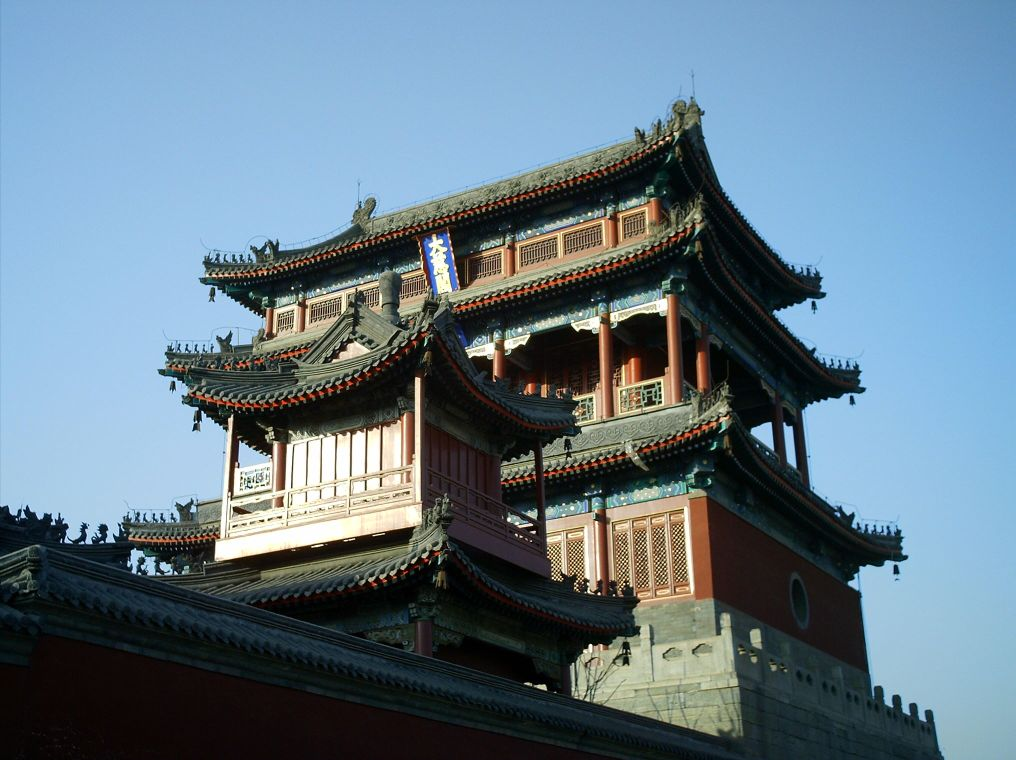
Templo de la antigua Baoding
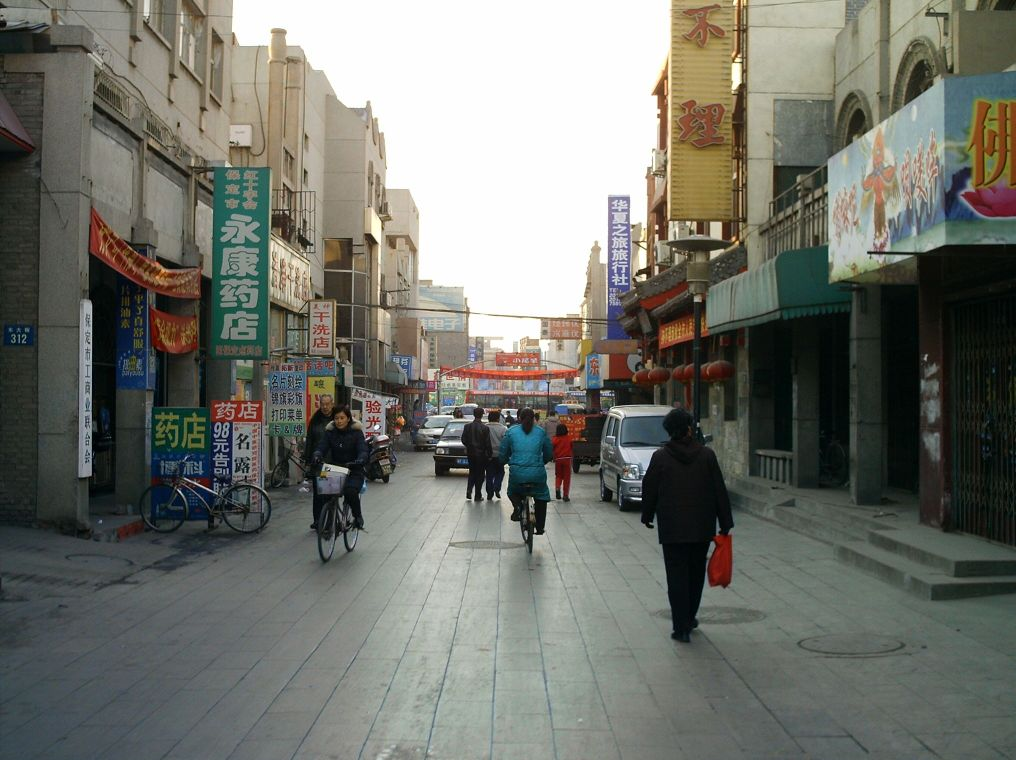
Calleja en la antigua Baoding
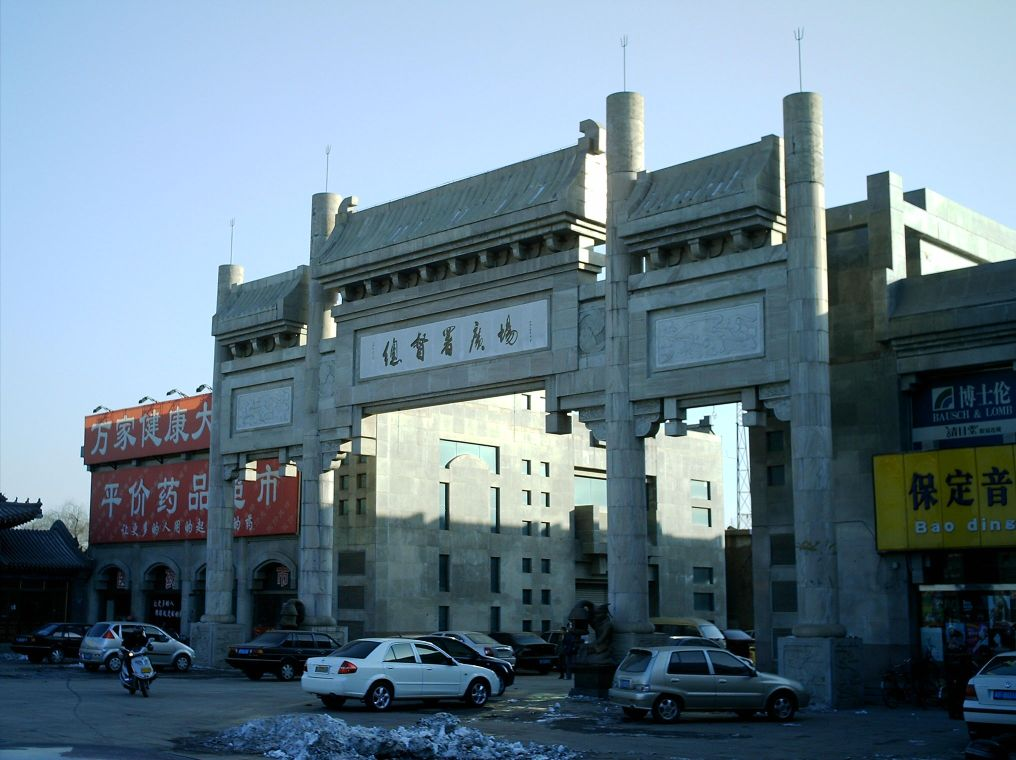
Arco en Yuhua Road, antigua Baoding
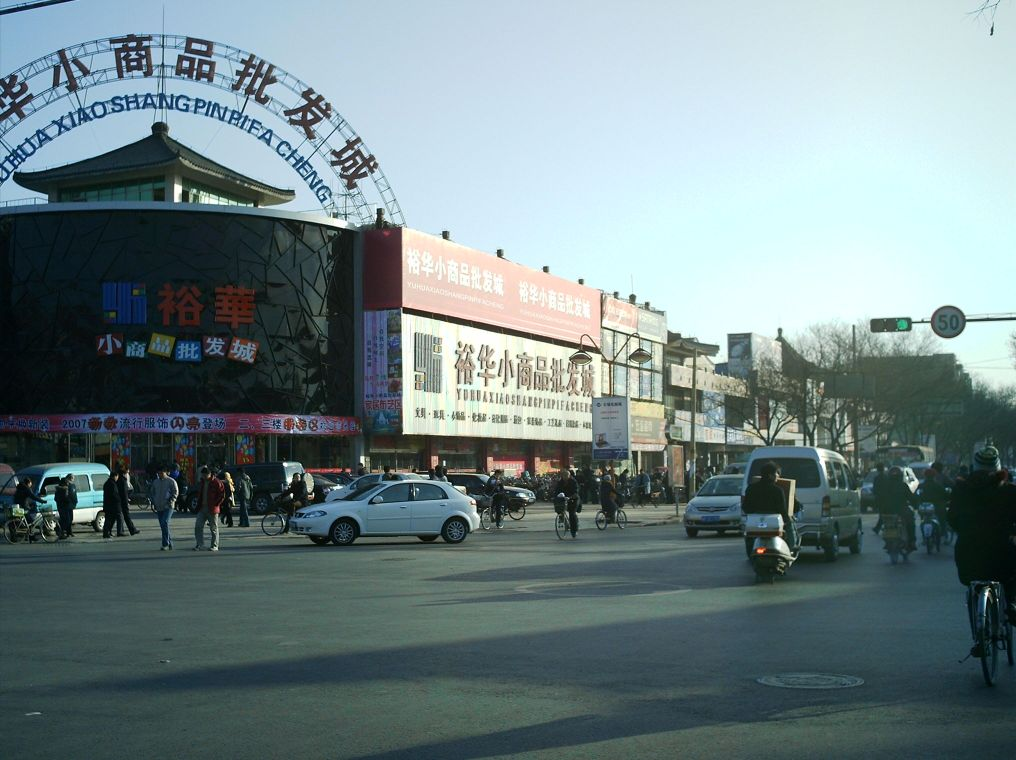
Intersección de la carretera Yuhua
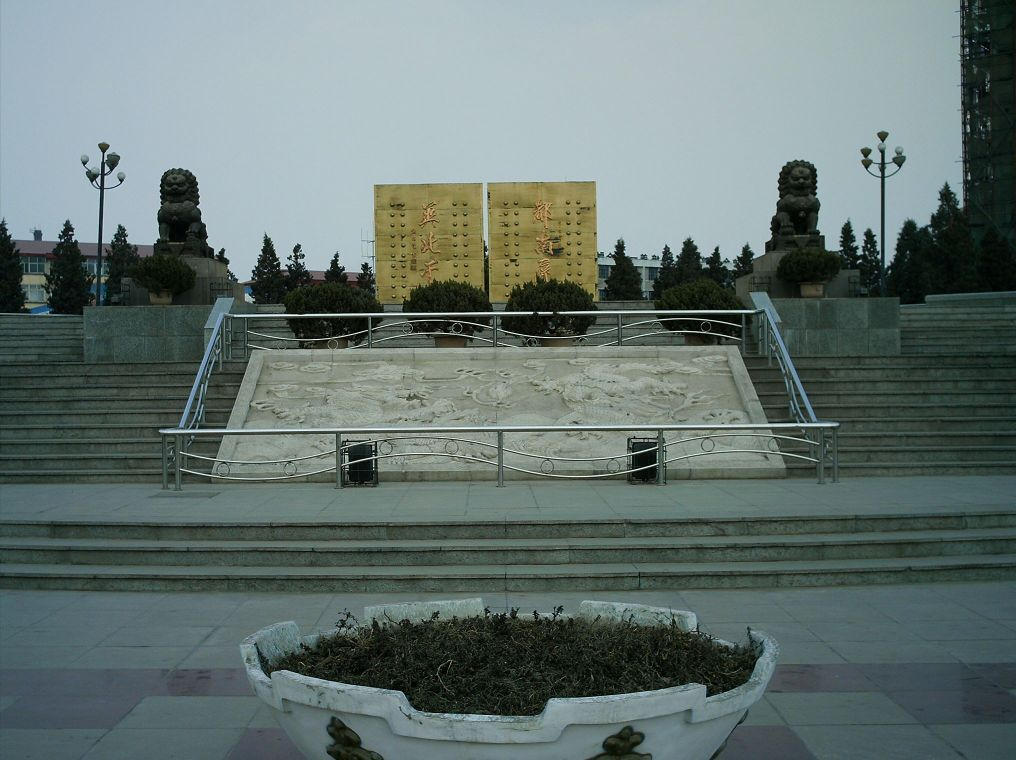
Monumento
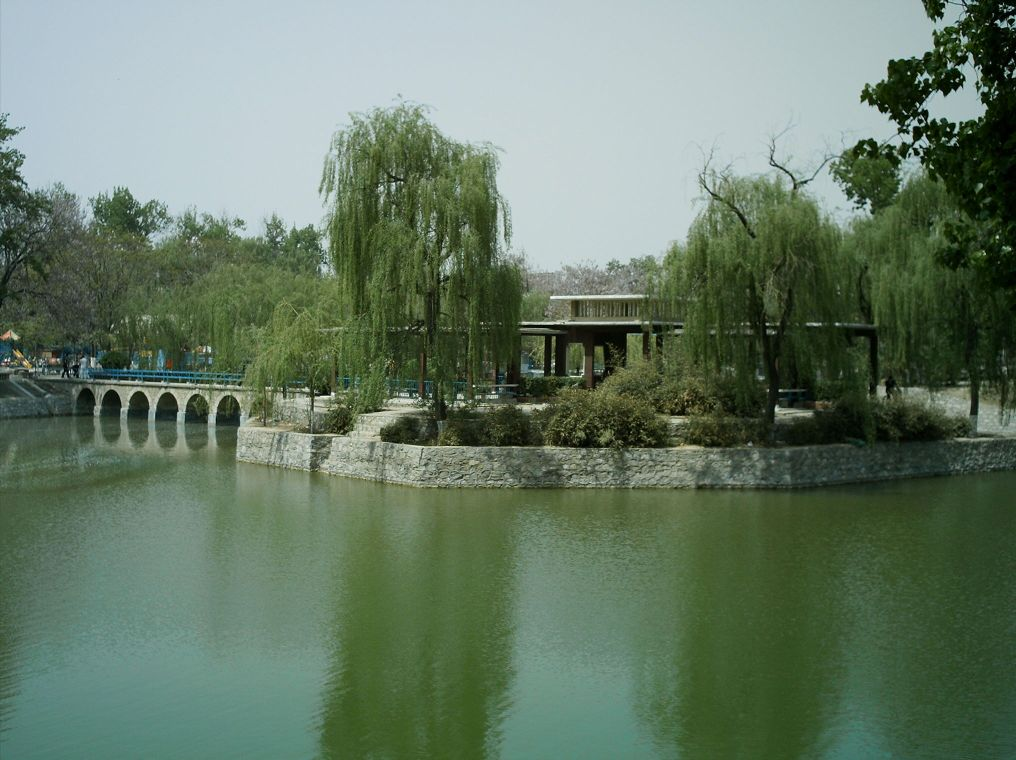
Parque público
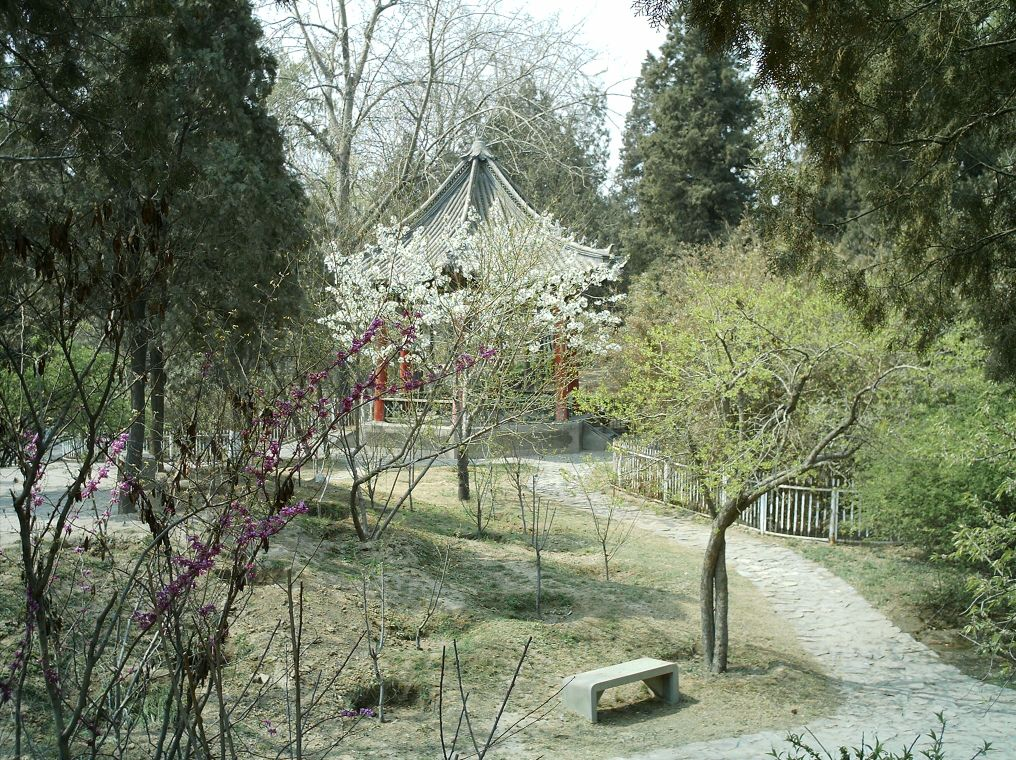
Otro parque
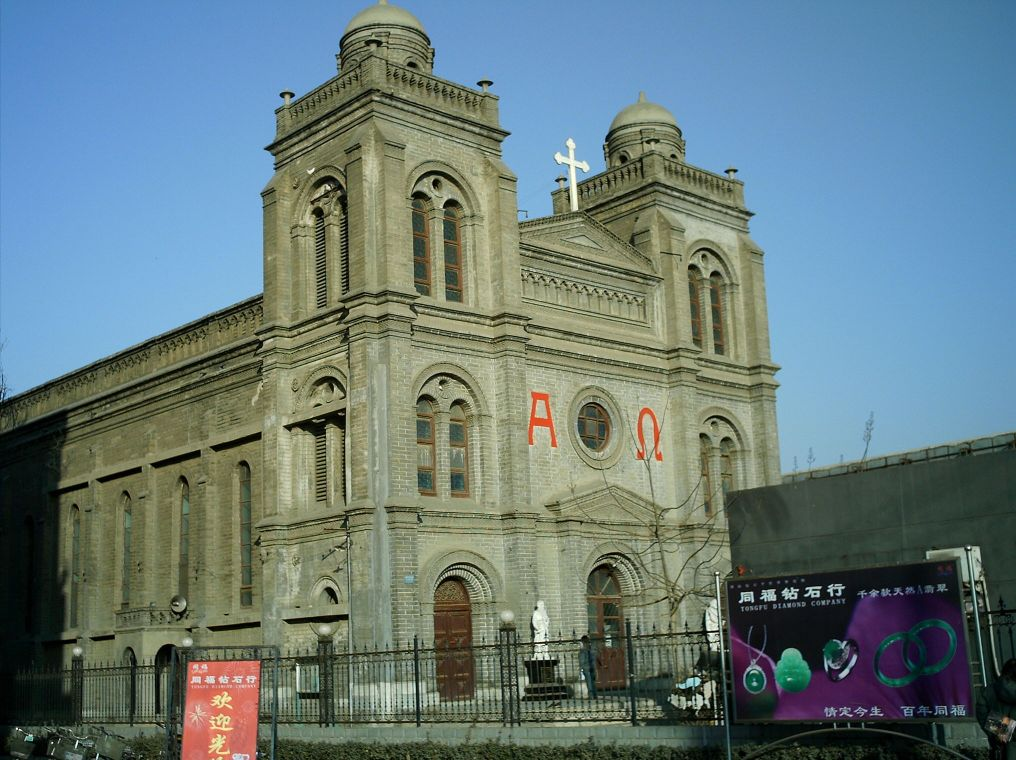
Catedral de Baoding
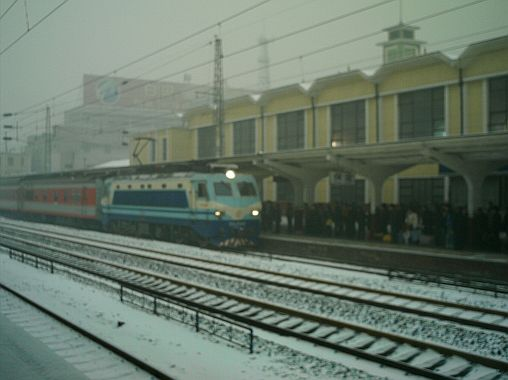
Estación Baoding
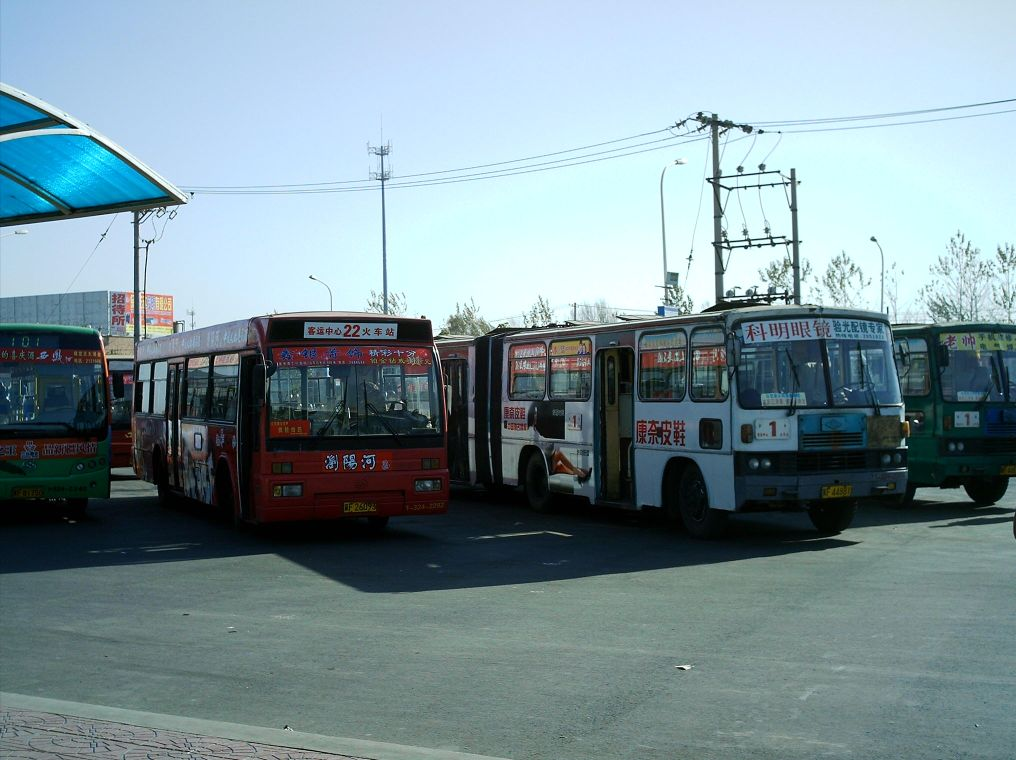
Autobuses de Baoding
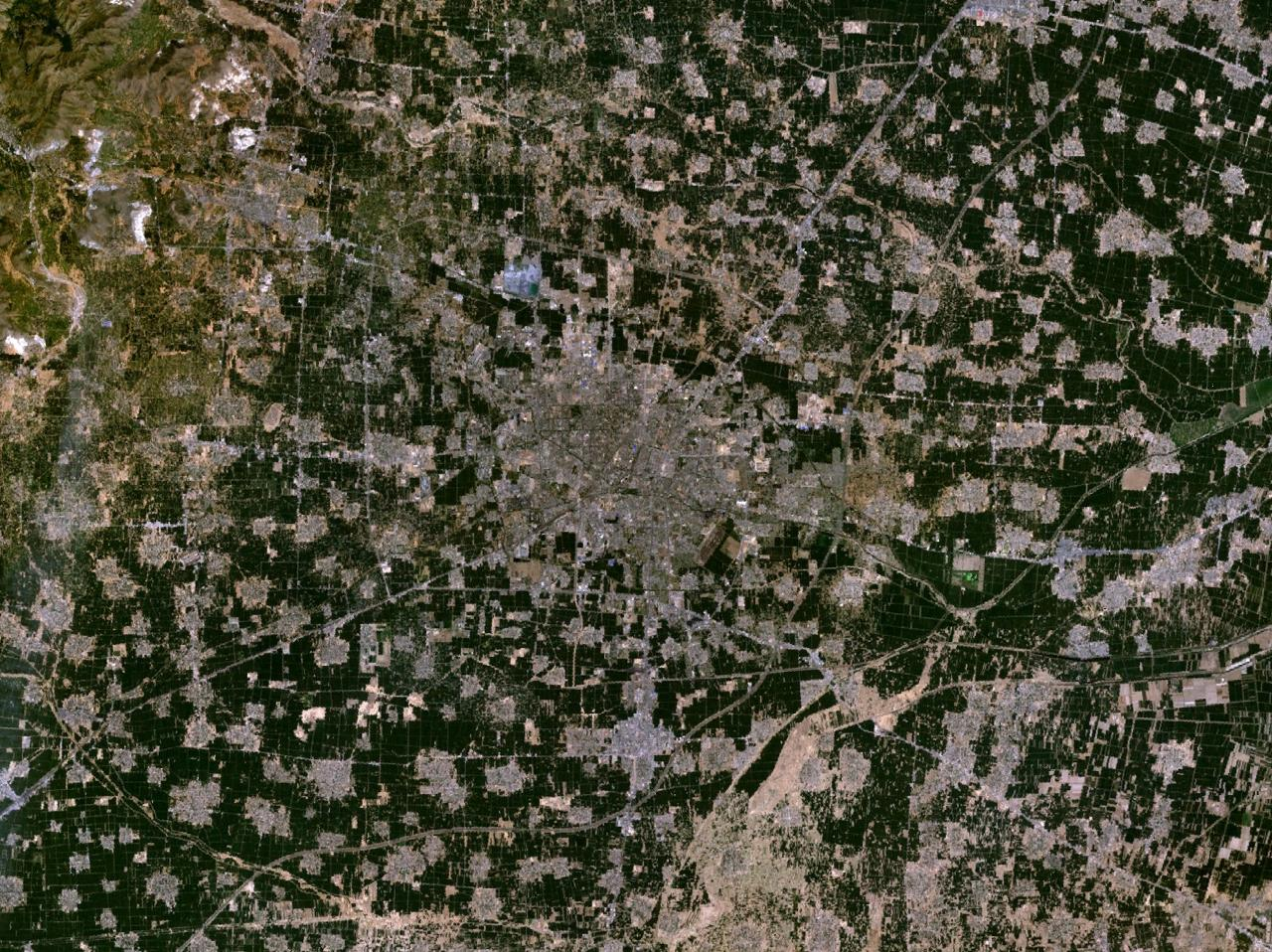
Mapa satélite
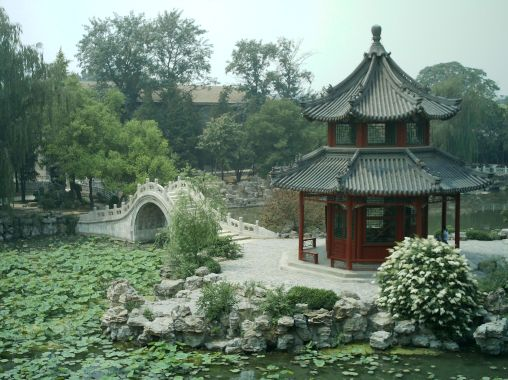
Antiguo jardín de loto

## Ciudades hermanadas
Baoding mantiene un hermanamiento de ciudades con:
- Charlotte, Carolina del Norte, Estados Unidos.
- Morón, Buenos Aires, Argentina.